# Alexie
 Mise en garde médicale
L'alexie (du grec ἀ privatif, exprimant la négation, et λέξις, « mot ») est un trouble sensoriel acquis ou congénital de type aphasique. Elle se manifeste principalement par un trouble d'accès à la lecture.
C’est en 1891 que Dejerine distingue “la cécité verbale avec agraphie” et “la cécité verbale pure”, mais c’est surtout grâce à l’article de 1973 de Marshall et Newcombe “patterns of paralexia : a psycholinguistic approch” que s’ouvrent les portes de l’étude neurocognitive des troubles de la lecture.

## Alexie pure
L'alexie n’étant pas accompagnée d’un trouble de l’écriture (= alexie sans agraphie, alexie agnosique, alexie postérieure, ou alexie occipitale). C’est une atteinte de la compréhension du langage écrit. Elle peut être accompagnée d’acalculie, d’une difficulté à la copie, et d’une hémianopsie homonyme latérale droite. Elle est causée par une lésion du lobe occipital gauche ou du splénium du corps calleux. L’alexie pure peut elle-même être divisée en différents syndromes.

### Alexie verbale
Impossibilité de lire les mots, même s'il est parfois possible pour la personne de lire lettre après lettre. La personne peut reconnaître le mot si on le lui épelle. Concernant la lecture de chiffre, seuls les nombres avec peu de chiffres sont lus. La copie est mauvaise.

### Alexie littérale
Impossibilité de lire les lettres, mais elle réussit à lire en partie les mots. La lecture à haute voix est difficile, les nombres ne peuvent pas être lus, la copie est difficile (cela ressemble plus à du dessin). L’écriture spontanée ou sous dictée est plus ou moins possible en fonction de la personne, mais la personne peut écrire des lettres isolées. Épeler le mot n’aide pas la personne. L’alexie littérale a été souvent étudiée, par Marshall et Newcombe en 1973 (ils parlaient de dyslexie profonde), mais aussi par Shallice et Warrington en 1975 (ils parlaient de dyslexie phonémique).

### Alexie phrastique
Ici la lecture des lettres, mots et chiffres sont préservées, mais les phrases ne peuvent être lues et sont incompréhensibles pour la personne, et ce d’autant plus que la longueur de la phrase augmente. Ce syndrome est rare.

### Alexie globale
La lecture des chiffres est possible, mais la personne ne peut lire ni les lettres, ni les mots, et encore moins les phrases. La lecture peut être possible seulement lorsque la personne reproduit chaque lettre avec son doigt ou qu’on lui épelle le mot. Malgré tout l’écriture spontanée est conservée, ainsi que l’écriture sous dictée. Souvent ce trouble peut être accompagné de troubles de calcul, de la reconnaissance des notes écrites, et des couleurs.

## Alexie avec agraphie (avec troubles de l'écriture)
Elle a été décrite pour la première fois en 1891 par Dejerine. La personne est presque incapable de lire, la compréhension est nulle, la lecture à haute voix est impossible (ou incompréhensible). La reconnaissance des lettres est plus préservée que celle des mots. Ce type d’alexie est le résultat d’une lésion sur le gyrus angulaire de l’hémisphère gauche du cerveau. Parfois elle est accompagnée d’une acalculie, d’une agnosie digitale, ainsi que d’une confusion droite gauche.

## Alexie frontale
Il existe aussi l’alexie frontale (= alexie antérieure ou 3e alexie) ajouté par Benson en 1977. Pour Benson, elle est caractérisée par une mauvaise lecture des lettres, une bonne compréhension mais une mauvaise lecture orale, et enfin un déficit très marqué de la lecture et de la compréhension des mots grammaticaux. Ce trouble est souvent associé à une aphasie de Broca.